# بریستول ۴۰۴ و ۴۰۵
بریستول ۴۰۴ و ۴۰۵ (Bristol ۴۰۴ and ۴۰۵) خودرویی است که در سال‌های ۱۹۵۳–۱۹۵۸>۵۲ Bristol ۴۰۴ units
۳۰۸ Bristol ۴۰۵ unitsتولید شده‌است.
این خودرو در کلاس خودرو اسپورت قرار گرفته، طراحی آن خودروهای موتور جلو-محور عقب بوده است.
موتور آن ۱۹۷۱ سی‌سی است.

## نگارخانه

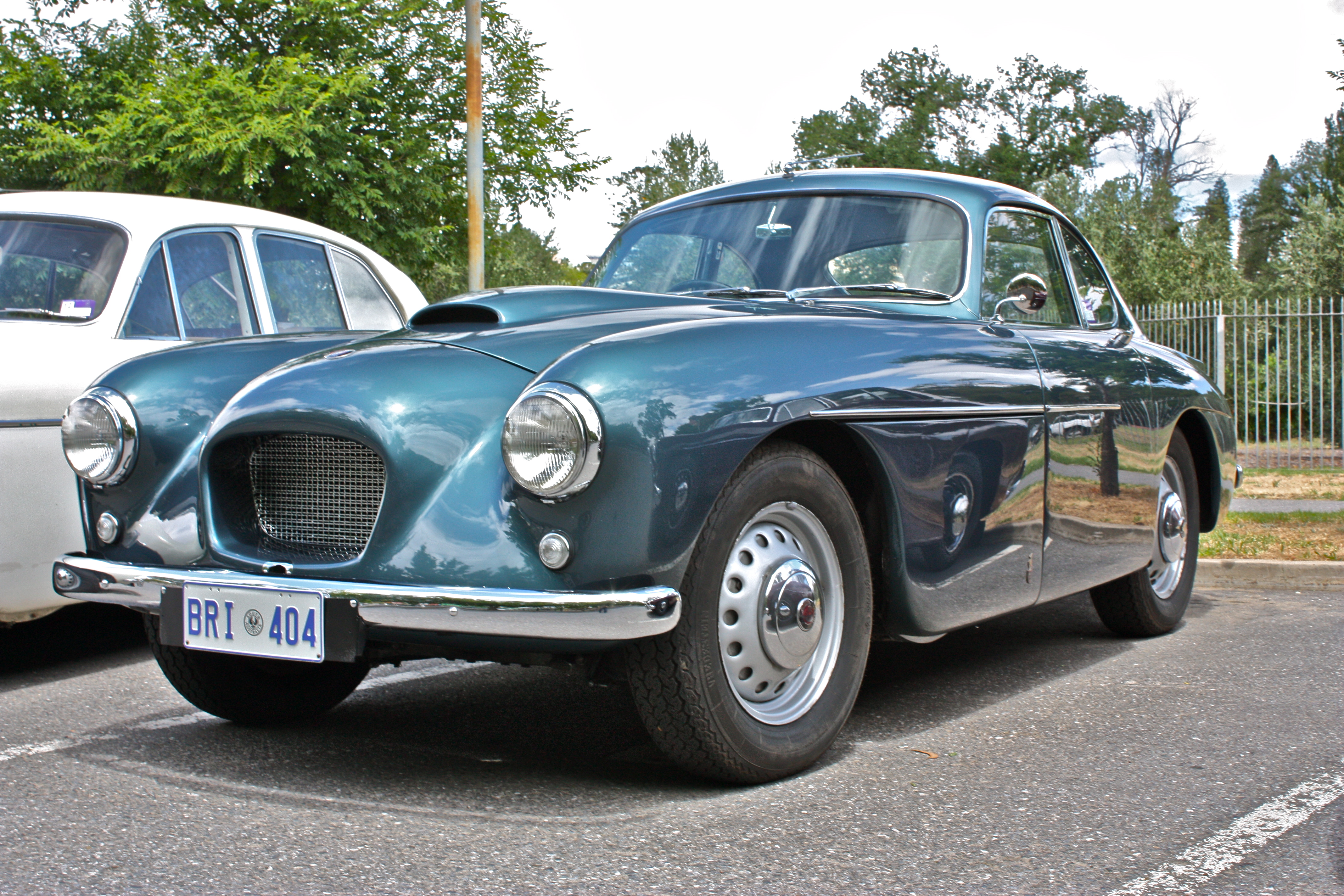
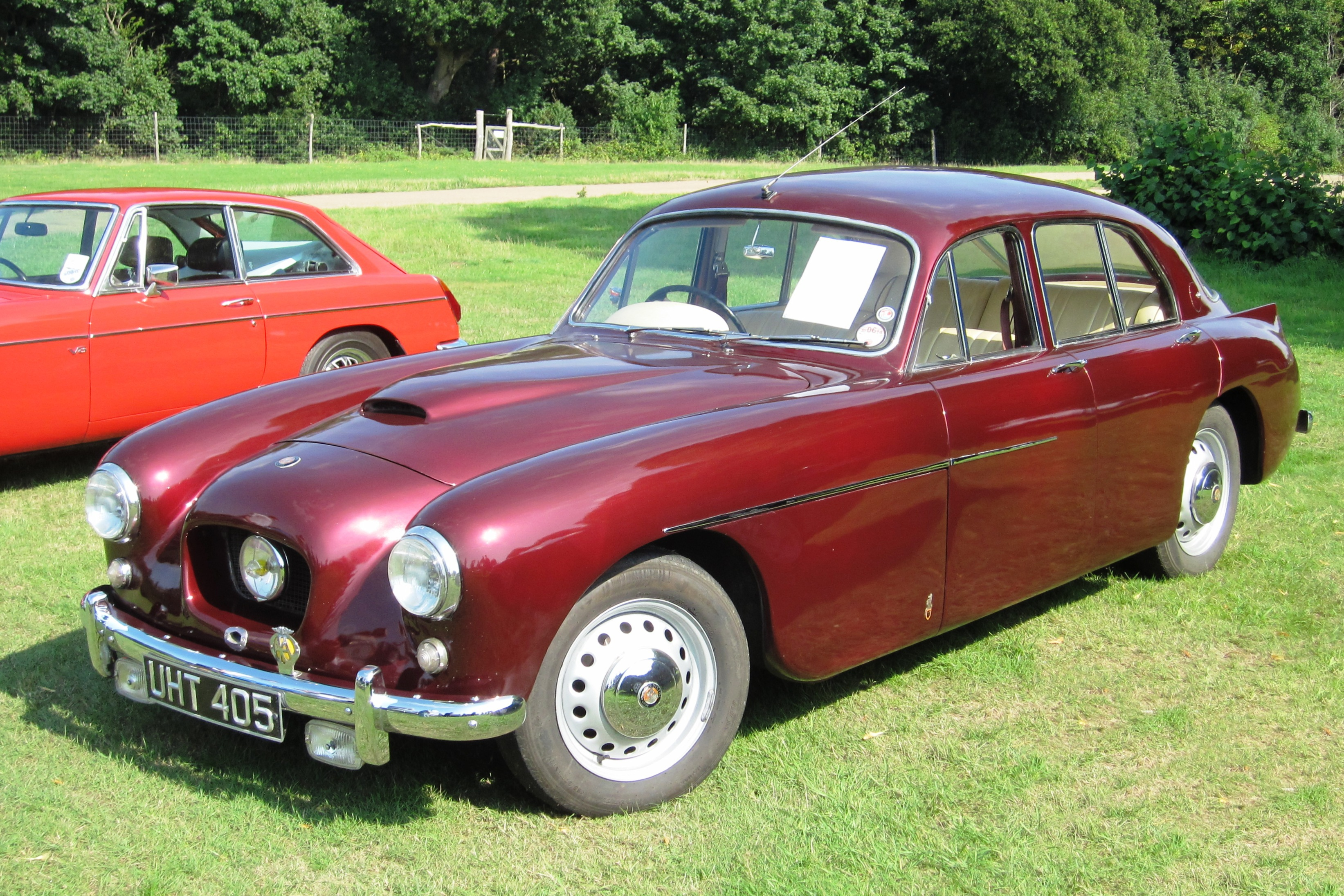
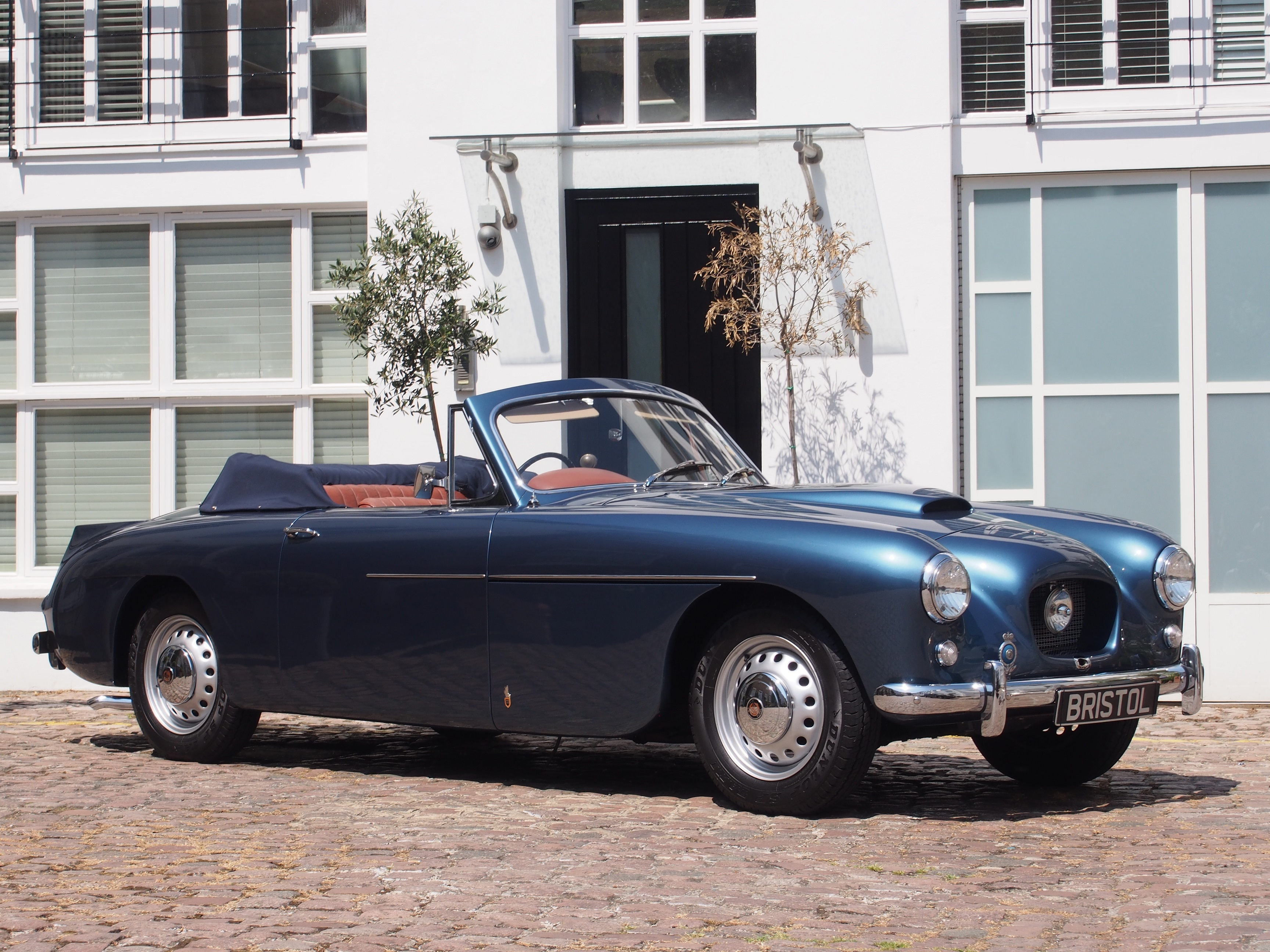